# Emoia parkeri
Espèce
Statut de conservation UICN

 VU B1ab(iii,v) : Vulnérable
Emoia parkeri est une espèce de sauriens de la famille des Scincidae.

## Répartition
Cette espèce est endémique des Fidji. Elle se rencontre sur les îles de Viti Levu, de Ovalau et de Taveuni ainsi que dans l'archipel de Kadavu.

## Étymologie
Cette espèce est nommée en l'honneur d'Hampton Wildman Parker.

## Publication originale
- Brown, Pernetta & Watling, 1980  : A new lizard of the genus Emoia (Scincidae) from the Fiji islands. Proceedings of the Biological Society of Washington, vol. 93, no 2, p. 350-356 (texte intégral).